# Ондар, Маадыр Алдын-Херелович
Ондар, Маадыр Алдын-Херелович (род. 20 декабря 1944) — российский ученый, первый тувинский учёный-физик, директор Кызылского филиала Красноярского политехнического института (1993—1996), один из инициаторов создания Тувинского комплексного отдела СО АН СССР, кандидат физико-математических наук, создатель первого в Туве мини-завода по анаэробной ферментации. Исследователь биоакустики, раскрывший механизм двухголосия при горловом пении (хоомее). Депутат Верховного хурала (парламента) Республики Тыва второго созыва. Государственный советник 1-го класса.

## Биография
Родился 20 декабря 1944 года в посёлке Бажын-Алаак Дзун-Хемчикского района Тувинской АССР . 1963—1966 годы — служба в армии. В 1969 году окончил Кызылский государственный педагогический институт (ТувГУ), в 1981 году — аспирантуру Института химической физики АН СССР. 26 июня 1995 года присуждено ученое звание «Доцент». Работал в КГПИ, Тувинском комплексном отделе СО АН СССР, Тувинском государственном университете.

## Деятельность

### Трудовая деятельность
С 1966 по 1971 гг. — лаборант, ассистент кафедры физики КГПИ
С 1972 по 1986 гг. — ассистент, старший преподаватель кафедры физики КГПИ
С 1986 по 1993 гг. — ведущий научный сотрудник, заведующий лаборатории ТувКО СО АН СССР
С 1993 по 1996 гг. — директор Кызылского филиала Красноярского государственного технического университета.
С 1997 по 2002 гг. — советник Президента Республики Тыва.
С 2008 по 2011 гг. — доцент кафедры физики.
С 2011 по 2016 гг. — заведующий кафедрой физики Тувинского государственного университета.
С 2014 по 2019 гг. — депутат Верховного хурала (парламента) Республики Тыва.

### Научно-педагогическая деятельность
В 1983 году защитил диссертацию в Институте химической физики АН СССР по теме «Электронный парамагнитный резонанс нитроксильных моно-и бирадикалов в 2-хмиллиметровом диапазоне длин волн» на соискание ученой степени физико-математических наук по специальности 01. 04. 17. Химическая физика, физика горения и взрыва.
Измерил полный набор магнитно-резонансных пара метров 81 нитроксильного радикала и 12-нитроксильныхбирадикалов, показал возможность делокализации неспаренного электрона до 12 атомных расстояний в нитроксильном радикале с ℼ-связями в заместителях, образования структур подобных бирадикалу за счет водородных связей.
Внес вклад в развитие спектроскопии ЭПР двухмиллиметрового диапазона (по мнению академика Ю. П. Цветкова и д.х.н. О. Я. Гринберга (США).
Разработал мини-завод по анаэробной ферментации биомассы.
Изучал биоакустику тувинского горлового пения «Хоомей». Предложил корреляционно-спектральный метод анализа звуков речи и пения, первым раскрыл механизм двухголосия при горловом пении (хоомее). Автор книги «Слово о хоомее».
В 2001—2008 годах подготовил одного победителя на международном конкурсе научных работ молодежи в Гренобле, восемь кандидатов в Национальную сборную России и победителей российских конкурсов по физике.
Внес весомый вклад в создание Тувинского комплексного отдела АН СССР, Тувинского государственного университета, Тувинского научно-исследовательского института сельского хозяйства Академии сельскохозяйственных наук, в развитие парламентаризма в Республике Тыва.

## Научные труды

### Научные труды по биоакустике горлового пения
Автор более 50 научных работ
Ондар, М. А. Метод «звучащих спектров» в исследовании горлового пения / М. А. Ондар, А. С. Сарыглар // Материалы XXIV сессии Российского акустического общества, сессия Научного совета по акустике РАН. Саратов, 12-15 сентября 2011 г. — С. 75-78.
Ондар, М. А. О двухступенчатом механизме формирования звуков «сыгыта» / М. А. Ондар, А. С. Сарыглар // Научные труды ТывГУ. -Кызыл : РИО ТывГУ, 2008. — Вып. 6. — Том.2. — С. 69-73.
Ондар, М. А. О синхронизации колебаний в звуках горлового пения / М. А. Ондар, А. С. Сарыглар // Сб. трудов Научной конференции Сессии Научного совета РАН по акустике и XXV сессии Российского акустического общества. Саратов, 17-20 сентября 2012 г. — С. 44-46.
Ондар, М. А. Особенности формирования звуков хоомея в стиле «сыгыт» / М. А. Ондар, А. С. Сарыглар // Материалы XXIV сессии Российского акустического общества, сессия Научного совета по акустике РАН. Саратов, 12-15 сентября 2011 г. — С. 73-75.
Ондар, М. А. О физической природе звуков тувинского горлового пения / М. А. Ондар, А. С. Сарыглар // Материалы Международной научно-практической конференции «Вопросы изучения истории и культуры народов Центральной Азии и сопредельных регионов». — Кызыл, 2006. -С. 371—381.
Ондар, М. А. Различия в спектрах речи, пения и сольного двухголосия / М. А. Ондар, А. С. Сарыглар // Научные труды ТывГУ. — Вып. 8. — Т. 2. РТ. — Кызыл : РИО ТывГУ, 2010. — С. 110—112.
Ондар, М. А. Частотный диапазон звуков горлового пения / М. А. Ондар, А. С. Сарыглар // Материалы V Международного этномузыкологического симпозиума «Хоомей (горловое пение) — феномен культуры народов Центральной Азии». — Кызыл, 2008. — С. 143—158.
Ондар, М. А. Основы анализа звуков хоомея. Учебное пособие. Кызыл, 2018, 36 с.

### Научные труды по спектроскопии ЭПР двухмиллиметрового диапазона
Ондар М. А., Гринберг О. Я., Лебедев Я. С. Прямое измерение магнитно-резонансных параметров стабильных азотокисных радикалов в замороженных растворах методом ЭПР 2-х мм диапазона. //ЖСХ. № 4. −1981. — С. 39-43.
Ондар М. А., Мышкин Л. Н., Гринберг О. Я. Новые стабильные радикалы в ряду 2,2,6,6, — тетраметилпиперизола — 4. //Изв. АН СССР, сер.хим. № 2. — 1982. — С. 47-51.
Ондар М. А., А. А. Дубинский, О. Я. Гринберг, Я. С. Лебедев Определение магнитных параметров нитроксильных бирадикалов по спектрам ЭПР 2-х мм диапазона //ЖСХ, № 4. −1981. — С. 27- 33.
Ондар М. А., О. Я. Гринберг, А. А. Дубинск А. Я., Шестаков Я.С ЭПР спектроскопия 2-х мм диапазона и магнитнорезо-нансные параметры нитрок-сильных радикалов //Химическая физика, № 1. — 1982. — С. 19-28.